# 258ª Squadriglia
La 258ª Squadriglia fu un reparto attivo nel Servizio Aeronautico della Regia Marina italiana nel corso della prima guerra mondiale.

## Storia

### Prima guerra mondiale
Dalla primavera 1917 la 258ª Squadriglia, dotata di idrovolanti FBA Type H e poi Macchi M.5, che venivano impiegati dal pontile di Valona sulla nave appoggio idrovolanti Europa, insieme a quelli della 257ª Squadriglia FBA del Regio Esercito che, sempre a Valona, aveva invece base a terra.
Il compiti delle due squadriglie FBA era di collaborare allo sbarramento del Canale d'Otranto difendendo il traffico navale alleato ed attaccare le basi austriache di Cattaro e Durazzo.
Inoltre successivamente dovevano attaccare le postazioni difensive albanesi in appoggio all'esercito.
Il primo comandante della 258ª è stato il tenente di vascello Aldo Pellegrini.
Alle prime luci dell'alba del 15 maggio 1917 2 FBA della 258ª della Regia Nave Europa presero parte alla battaglia del Canale d'Otranto; uno dei due FBA lancia un ordigno ad una decina di metri di poppa sulla SMS Helgoland rompendone le lamiere del timone.
L'11 giugno i 5 idro dell'unità bombardano insieme ai 7 della 257ª Durazzo ed al 15 agosto disponeva di 7 FBA.
Il 1º agosto 1918 l'Hansa-Brandenburg W.13 K.308 dell'idroscalo di Durazzo viene catturato da parte delle torpediniere italiane dopo l'abbattimento da parte del Macchi M.5 di Giorgio Fiastri. Il Seefähnrich Josef Solterer, il Flieger Quartiermeister Johann Grave ed il Fliegermatrose Adam Sereta vengono presi prigionieri.
Il 9 settembre 5 idro attaccano vicino a Levan.
Il 10 settembre un FBA ed un idro della 257ª con un ufficiale osservatore britannico dirigono il tiro dell'incrociatore leggero della Royal Navy HMS Bristol e degli esploratori italiani Riboty e Carlo Alberto Racchia sugli austriaci a Pojani, Ponte Metali e Fier a 25 km (13 nmi) dalla costa.
Fu molto intensa l'attività operativa dei suoi velivoli, i quali effettuarono in tutto 1884 missioni di guerra, di cui più di 1500 di ricognizione in territorio nemico.
L'osservatore Giuseppe Marini riceve la Medaglia d'argento al Valor Militare.

### Seconda guerra mondiale
Al 10 giugno 1940 era sull'Aeroporto di Castelvetrano nel CIX Gruppo del 36º Stormo Bombardieri con 8 S.M.79.